# Munkfors község
Munkfors község (svédül: Munkfors kommun) Svédország 290 községének egyike. 
A mai község 1971-ben jött létre.

## Települései
A községben 2 település található:
| Település | Népesség | Megjegyzés         |
| --------- | -------- | ------------------ |
| Munkfors  |          | a község székhelye |
| Ransäter  |          |                    |